# 古巴國旗
古巴國旗始於1849年，啟用於1902年5月20日。是一面由三條藍線（象徵環繞古巴的海洋）白 （象徵純潔和愛國情操）相間的橫條、一個紅色等邊三角形（象徵被為國捐軀者鮮血染紅的天空）和一顆白色五角星（象徵獨立）組成的旗幟。
本旗在古巴革命後仍然使用，亦是仅有两个不带任何共产主义标记的社会主义国家国旗之一（另一个为老挝）。
国旗和国徽均由米格尔·图尔贝·托隆设计。1906年4月21日，古巴第一任总统托马斯·埃斯特拉达·帕尔马颁布法令，正式确定了国旗和国徽的设计规格。 此后，国旗一直没有改变，甚至在1959年古巴革命期间和之后也没有改变。
2019年，古巴推出了“国家象征法案”。官方新闻稿称，该法案“将在法律界定的、受尊重的框架内，更灵活地使用这些物品，以期促进它们在社会中的更大存在”。

## 其它旗帜

總理旗
国家主席旗
七二六运动旗帜
海军舰首旗

### 古巴歷史上使用的國旗樣式

原古巴共和國國旗（1902年—1906年；1909年—1959年）

勃艮第十字旗（1521年—1843年）
西属美洲使用的西班牙国旗（1843年—1873年；1874年—1898年）
西班牙第一共和国国旗（1873年—1874年）
卡洛斯·曼努埃尔·德·塞斯佩德斯和其他爱国者在十年战争使用的旗帜（1868年—1878年）
美国第一次占领古巴后美国控制下的驻古巴美国军政府的旗帜（1898年—1902年；1906年—1909年）